# Nicolaas Bloembergen
Nicolaas Bloembergen (Dordrecht, Nizozemska, 11. ožujka 1920. – Tucson, Arizona, 5. rujna 2017.), američki fizičar nizozemskoga podrijetla. Diplomirao (1943.) na Sveučilištu u Utrechtu, doktorirao (1948.) na Sveučilištu u Leidenu. Bio je profesor na Harvardovu sveučilištu u SAD-u (od 1951.). Bavio se magnetskom rezonancijom, kvantnom elektronikom, nelinearnom optikom i laserima, usavršio maser (1953.). Godine 1981. podijelio Nobelovu nagradu za fiziku s A. L. Schawlowom, za revolucionaran doprinos razvoju laserske spektroskopije. Iste je godine nagrađen i K. M. B. Siegbahn. Po Bloembergenu je nazvan planetoid (10447 Bloembergen).

## Laserska spektroskopija
Laserska spektroskopija je spektroskopska tehnika u kojoj se kao izvor elektromagnetskoga zračenja koristi laser s kontinuirano promjenljivom valnom duljinom. Prednost je uporabe lasera velika gustoća energije po širini spektralne linije, monokromatičnost emitiranoga zračenja i paralelnost snopa, što spektroskopu s laserom daje velike prednosti pred spektroskopima koji koriste dio spektra izvora bijele svjetlosti. Najvažnije su i najčešće metode laserska spektroskopija zasićenja, laserska polarizacijska spektroskopija i dvofotonska laserska spektroskopija, kod kojih se uklanja Dopplerov učinakt, prisutan kod svih drugih spektroskopskih metoda, pa se dobivaju vrlo uske spektralne linije, s pomoću kojih se može znatno točnije proučavati struktura tvari. Najčešće se koriste takozvani tekućinski laseri, kod kojih je aktivno sredstvo neka otopina organskog ili anorganskoga podrijetla, koji rade kontinuirano u vidljivom dijelu spektra, a potiču se na rad vidljivim i ultraljubičastim zračenjem organsko-ionskoga lasera, ili pak laserski sustavi kod kojih je aktivno sredstvo kristal safira dopiran titanijem (za valne duljine od 700 do 1000 nm).